# Можжевельник крупноплодный
Можжевельник крупноплодный (Juniperus macrocarpa) — вид растений рода Можжевельник семейства Кипарисовые.

## Распространение
В естественных условиях растёт по всей северной части средиземноморского региона. Встречается от юго-восточной части Испании до западной Турции и Кипра.

## Описание
Кустарники или деревья 2-5 м, редко небольшое дерево до 14 м высоту, двудомные. Шишки с тремя раздельными семенами; хвоинки с двумя устьичными линиями. Хвоя 2—2,5 см длиной и 2 мм шириной. Древесина дерева устойчива против гниения. В посадках весьма декоративен.

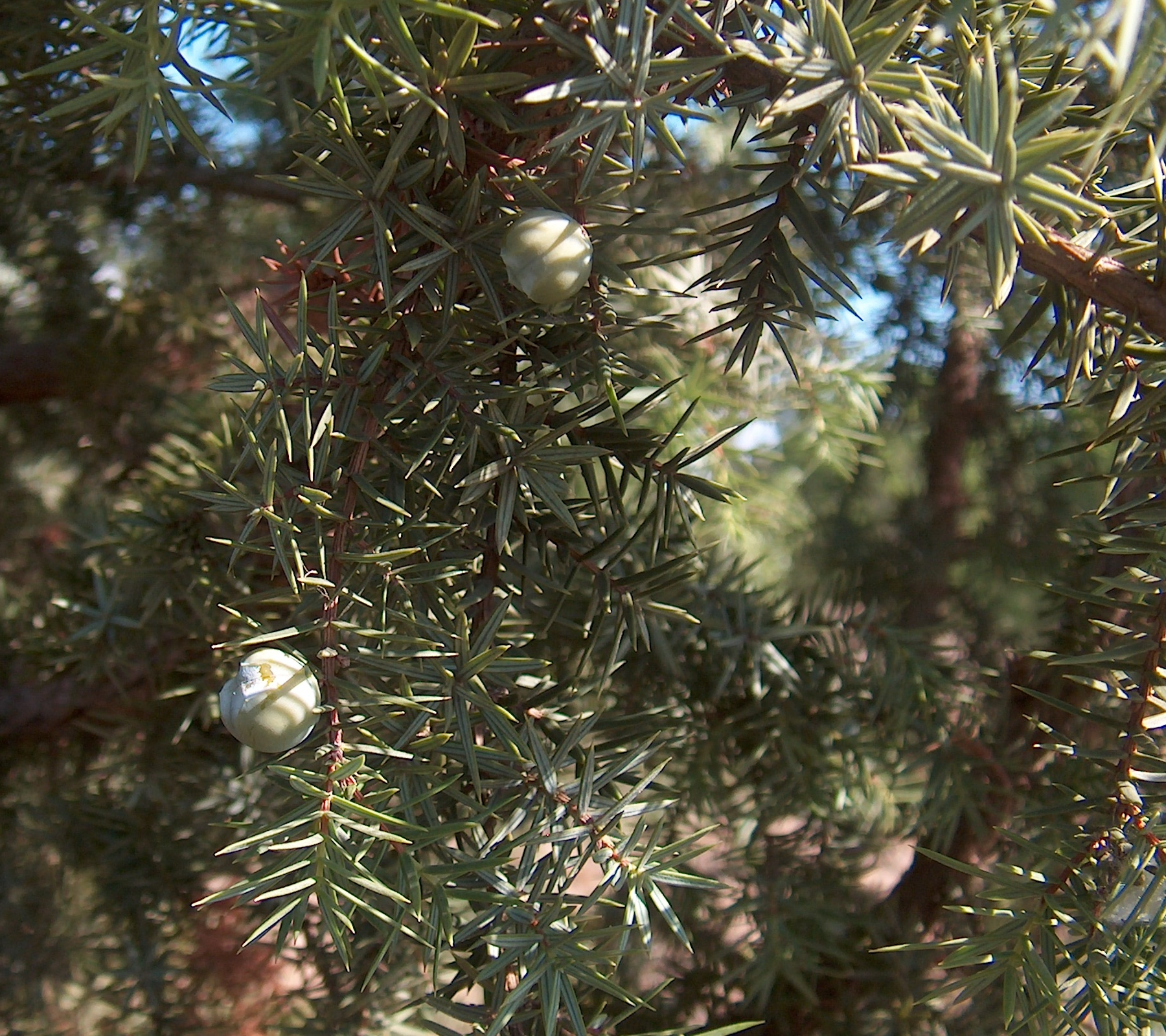
Foliage and immature cones